# Apulo
Apulo – miasto w Kolumbii, w departamencie Cundinamarca.